# Opiate
Opiate är en EP av det amerikanska rockbandet Tool, utgiven den 10 mars 1992. Den är namngiven efter ett citat av Karl Marx: "Religion [...] is the opium of the masses". Fram till 7 juli 2010 hade Opiate sålt i 1 550 000 exemplar i USA.

## Låtlista
| Nr | Titel                | Längd |
| -- | -------------------- | ----- |
| 1. | Sweat                | 3:46  |
| 2. | Hush                 | 2:48  |
| 3. | Part of Me           | 3:17  |
| 4. | Cold and Ugly (live) | 4:09  |
| 5. | Jerk-Off (live)      | 4:23  |
| 6. | Opiate               | 8:29  |

- "Opiate" slutar vid 5:20. Det gömda spåret "The Gaping Lotus Experience" börjar vid 6:09.